# Okręg wyborczy Frankfurt (Oder)

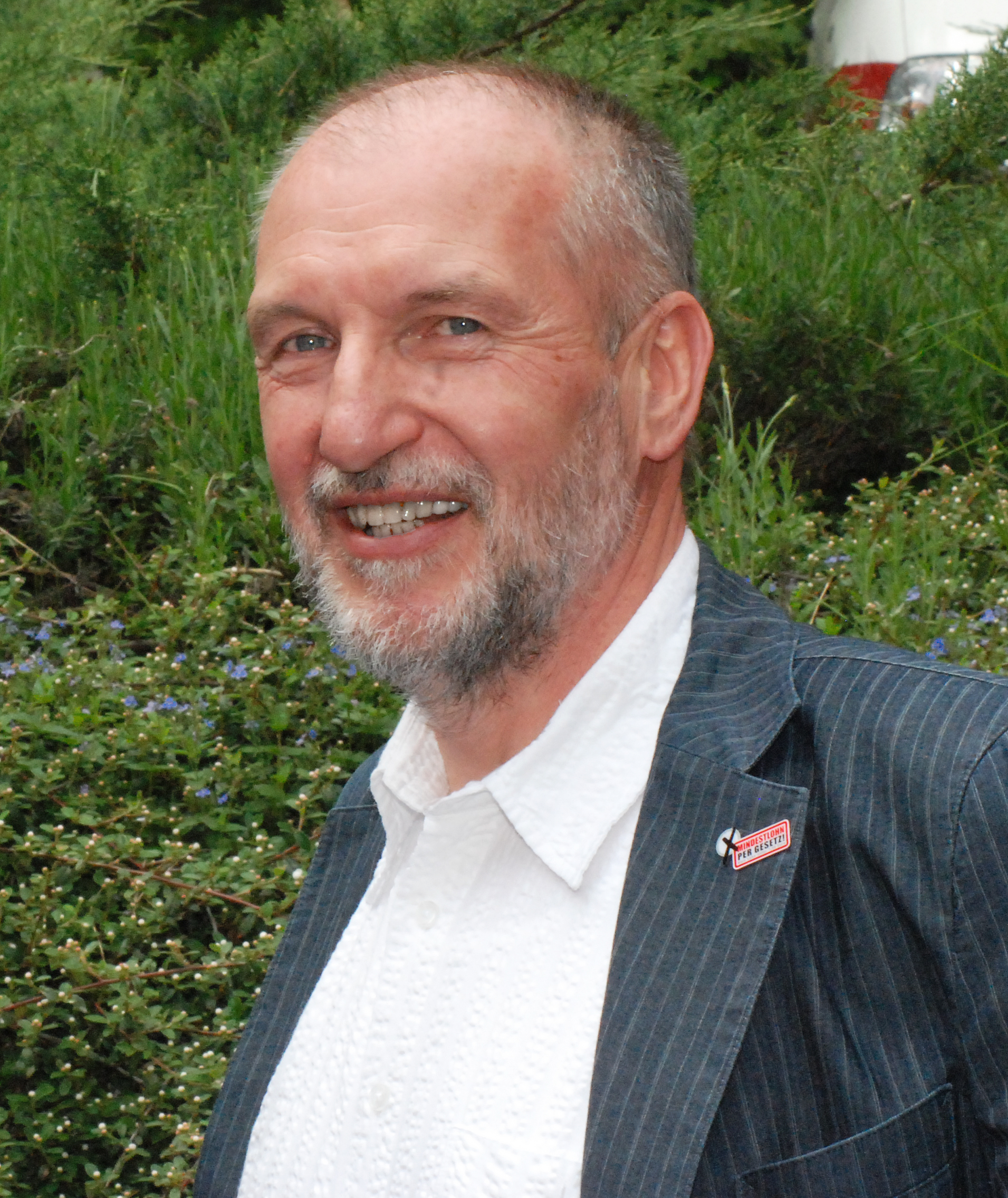
Axel Henschke

Landtagswahlkreis Frankfurt (Oder) (okręg wyborczy nr 35) – jeden z okręgów wyborczych w wyborach do Landtagu Brandenburgii. Obejmuje miasto Frankfurt nad Odrą.
Podczas wyborów w 2009 w okręgu było 53.532 obywateli uprawnionych do głosowania. Frekwencja wyniosła 54,2%.

## Wybory do Landtagu 2009
Podczas wyborów w 2009 bezpośrednimi kandydatami list do Landtagu byli:
- Wolfgang Pohl, SPD
- Bettina Albani, CDU
- Axel Henschke, Die Linke
- Alena Karaschinski, Grüne
- Mario Quast, FDP
- Simone Heyse, Freie Wähler

## Wybory do Landtagu 2004
Wyniki wyborów do lnadtagu Brandenburgii w okręgu nr 35 w 2004:
| Bezpośredni kandydat | Partia          | Głosy pierwsze w % | Głosy drugie w % |
| -------------------- | --------------- | ------------------ | ---------------- |
| Wolfgang Pohl        | SPD             | 21,7               | 28,6             |
| Ulrich Junghanns     | CDU             | 21,8               | 17,6             |
| Frank Hammer         | PDS             | 39,2               | 33,2             |
| –                    | DVU             | –                  | 4,7              |
| Jörg Gleisenstein    | GRÜNE           | 3,9                | 3,5              |
| Mario Quast          | FDP             | 3,8                | 3,1              |
| Detlef Gasche        | AfW             | 5,6                | 1,5              |
| –                    | AUB-Brandenburg | –                  | 0,6              |
| –                    | DKP             | –                  | 0,2              |
| –                    | Graue           | –                  | 1,0              |
| –                    | Familie         | –                  | 2,6              |
| –                    | 50Plus          | –                  | 1,7              |
| –                    | BNO             | –                  | 0,3              |
| Rainer Mäckel        | Offensive D     | 2,4                | 0,9              |
| –                    | BRB             | –                  | 0,4              |
| Eckhard Gambke       | Niezrzeszeni    | 1,5                | –                |